# Vojislav Lukić
Vojislav Lukić (18. jul 1935, Beograd – 30. maj 1999, Beograd) je srpski direktor fotografije.
Vojislav Lukić je bio član „Kino-kluba Beograd” u Beogradu u njegovom najslavnijem periodu. Bio je filmski i televizijski direktor fotografije koji je svojom humanošću i fascinantnim osećajem da bez uvrede rediteljima i ostalim saradnicima ukaže na greške na neki način je bio i duhovni otac mnogim generacijama snimatelja. 
Pored bezbrojenih TV feljtona, TV prenosa pozorišnih predstava, koncerata, baleta, njegovu filmografiju čine i razna druga dela.

## Filmografija
- „Antonijevo razbijeno ogledalo“ (1957)
- „Orfej“ (1957)
- „Snovi na vetru“ (1958)
- „Spomenicima ne treba verovati“ (1958)
- TV serija „Servisna stanica“ (1959)
- TV serija „Ogledalo građanina Pokornog“ (1964)
- „Nameštena soba“ (1966.god.) (TV)
- TV serija „Ljudi i papagaji“ (1966)
- TV serija „Crni sneg“ (1966)
- „Naša napast domaća“ (1967) (TV)
- „Skver“ (1967) (TV)
- „Tergovci“ (1967) (TV)
- „Braća i sestre“ (1967) (TV)
- „Lopov i usedelica“ (1967) (TV)
- „Kalendar Jovana Orlovića“ (1968) (TV)
- „Mladići i devojke“ (1968) (TV)
- „Severno more“ (1968) (TV)
- „Noćno dežurstvo sestre Grizelde“ (1968) (TV)
- TV serija „Zanati “ (1968)
- TV serija „TV Bukvar“ (1968)
- TV serija „Spavajte mirno“ (1968)
- TV serija „Parničari“ (1968)
- TV serija „Sačulatac“ (1968)
- „Tako je ako vam se tako čini“ (1968) (TV)
- „Martin Krpan s vrha“ (1968) (TV)
- „Naš prijatelj Pepi“ (1968) (TV)
- TV serija „Maksim našeg doba“ (1968)
- „Bez trećeg“ (1968) (TV)
- TV serija „Ljubav na starinski način“ (1969)
- „Služavka“ (1969) (TV)
- „Frak iz Abacije“ (1969) (TV)
- TV serija „Mladići i devojke 2“ (1969)
- „Daleko je Australija“ (1969) (TV)
- TV serija „Rađanje radnog naroda“ (1969)
- „Snaha“ (1969) (TV)
- „Na dan požara“ (1969) (TV)
- „Lek od ljubavi“ (1969) (TV)
- „Leći na rudu“ (1969) (TV)
- „Krčma na glavnom drumu“ (1969) (TV)
- „Ujka Vanja“ (1970 god.) (TV)
- TV serija „Levaci“ (1970)
- TV serija „Deset zapovesti“ (1970)
- TV serija „Čedomir Ilić“ (1970)
- „Krunisanje“ (1970) (TV)
- „Farsa o Patlenu“ (1970) (TV)
- TV serija „Diplomci“ (1971)
- „Haleluja“ (1971) (TV)
- „Sokratova odbrana i smrt“ (1971) (TV)
- „Vežbe iz gađanja“ (1971) (TV)
- „Mileva Ajnštajn“ (1972) (TV)
- „Slava i san“ (1972) (TV)
- „Amfitrion 38“ (1972) (TV)
- „Proždrljivost“ (1972) (TV)
- „Damon“ (1972) (TV)
- „Ptičje kupalište“ (1972) (TV)
- „Harmonika“ (1972) (TV)
- „Kućevlasnik i palikuća“ (1973) (TV)
- „Susedi“ (1973) (TV)
- TV serija „Naše priredbe“ (1973)
- „Izgnanici“ (1973) (TV)
- „Klitemnestra“ (1974) (TV)
- „Prosek“ (1974) (TV)
- „Ping bez ponga“ (1974) (TV)
- „Zašto je pucao Alija Alijagić“ (1974) (TV)
- „Florijanac“ (1974) (TV)
- „Devojka brža od konja“ (1974) (TV)
- „Obešenjak“ (1974) (TV)
- „Vlast“ (1974) (TV)
- „Nora“ (1975) (TV)
- „Ljubičice“ (1975) (TV)
- „Dole sa oružjem“ (1975) (TV)
- „Borisko i Natalija“ (1975) (TV)
- „Treći za preferans“ (1975) (TV)
- TV serija „Dva drugara“ (1976)
- „Disput u noći“ (1976) (TV)
- „Koga čekaš kume“ (1976) (TV)
- „Proces Đordanu Brunu“ (1976) (TV)
- TV serija „U registraturi“ (1976)
- „Zvezdana prašina“ (1976) (TV)
- „Ančika Dumas“ (1977) (TV)
- „Inferiornost“ (1977) (TV)
- „Pod istragom“ (1977) (TV)
- „Misao“ (1978) (TV)
- „Interesi“ (1980) (TV)
- „Tuga“ (1981) (TV)
- „Probisvet“ (1983) (TV)
- „Malograđani“ (1983) (TV)
- TV serija „Priče iz Nepričave“ (1983)
- „Čaj u pet“ (1984) (TV)
- „Nestećna Kafina“ (1984) (TV)
- „Dr“ (1984) (TV)
- „Tombola“ (1985) (TV)
- „Otac i sin“ (1986) (TV)
- „Život u grobljanskoj“ (1987) (TV)
- „Ortaci“ (1988) (TV)
- TV serija „Pilot u travi“ (1991)
- „Nameštena soba“ (1993) (TV)
- „Vreme praznih stranica“ (1994) (TV)
- TV serija „Srećni ljudi 2“ (1995) (TV)
- „Laža i paralaža“ (1997) (TV)
- „Ko šalje pticu“ (1997) (TV)
- „Još tvoje ruže mirišu samoćom“ (1997) (TV)
- „Kako se mesi umetnička pogača“ (1997) (TV)
- „Otkrivanje vremena“ (1998) (TV)
- „Istorija jednog osećanja“ (1998) (TV)
- „Ljubičasto mastilo“ (1998) (TV)

## Spoljašnje veze
- Vojislav Lukić на веб-сајту  (језик: енглески)